# ジュリエット・アンダーソン
ジュリエット・アンダーソン（Juliet Anderson、本名ジュディス・カー Judith Carr、1938年7月23日 - 2010年1月11日）は、アメリカ合衆国・バーバンク (カリフォルニア州)出身のポルノ女優。

## 経歴
カリフォルニア州立大学ロングビーチ校を卒業後、メキシコ、日本、ギリシャ、フィンランドで数年間、英語教員を勤めた。
なお、1960年代初期に日本に住んでいた彼女は、日本文化に親しみ、アジアの美術史と日本文学（紫式部）を研究するため、上智大学に学士入学した。同時に、英語教師として葉山と東京で英会話を教えていた。この日本滞在時に、アンダーソンは在日米海軍先任下士官の男性と結婚している。のちに2人は離婚したが、お互いに友人として交流は続いた。
1970年代にアメリカに帰国した後、彼女はポルノ映画に熱中していった。40歳近くになってからという比較的遅いデビューであったが、旺盛な性欲のパフォーマーとして評判を高めた彼女は、いかなるシーンでも決して見せかけのオーガズムは演じていない事を誇りにした。後に、アンダーソンはAVN殿堂及びXRCO殿堂として顕彰されることとなる。
彼女の初期の仕事の大部分は、Swedish Eroticaシリーズの8mm映画から成り立っている。これらの映画のうちの1つが彼女の「代名詞」になるペグおばさん（アント・ペグ）を生んだ。この名前は定着し、アンダーソンが8mm映画からメジャー作品へ移り、「ジュリエット・アンダーソン」として活動を始めた後でさえ、ポスターやジャケットでは「アント・ペグ」と大きくクレジットされた。彼女はレビューにおいてそのように認識されていた。
やがて年齢が忍び寄ってきた事を実感し、アンダーソンは定期的なポルノ出演から、製作側に廻り始めた。1980年代、彼女は製作者として働き、ニナ・ハートレーを見出した。ハートレーもまた、大部分の女優より高年齢でポルノデビューを果たした。アンダーソンは半ば引退した後も、テレビや、ポルノでない映画に時折出演し続けた。
アンダーソンはアダルト雑誌（例えば「Hot Mom magazine」誌の2003年1月号）で、60代の人がまだ性的に魅力的でありえる事を示すため、2、3のフォトセッションを行なった。1998年に、彼女はハードコアビデオ『Ageless Desire』を監督した。そのビデオにアンダーソン自身と彼女のパートナーを含む、数人の50歳以上の実際のカップルを主演させた。
2010年1月11日の朝、アンダーソンの遺体が友人のケビン・フォング (Kevin Fong) によって発見された。フォングによれば、クローン病治療のための大腸内視鏡検査の予約を入れておいた医師の元へ、アンダーソンを連れて行くため彼女の住居を訪れ、そして何時もと何も変わらないように見える部屋でベッドの上のアンダーソンを見つけた。フォングはアンダーソンが火葬にされたがっていたと語った。2010年1月26日、サンフランシスコの性と文化のセンター (the Center for Sex and Culture) で彼女の追悼式典が開かれた。

## 出演作の一部
（およそ70本の映画に出演）
- ハリウッド・スキャンダル／悦楽の昼と夜 - Dixie Ray Hollywood Star（1983年）
- 幼愛ロリータ／タブー・コア - Taboo II （1982年）
- 夢性する女／エロベーション - The Mistress（1982年）
- セクシャルガール／乱れた花園 - Aunt Peg's Fulfillment（1981年）
- 8時から4時まで／U.S.A.セクレタリー・ポルノ - 8 to 4（1981年）
- エログランプリP.T.A. - Vista Valley P.T.A.（1980年）
- グレート・セ_クス淫熟 - Co-Ed Fever（1980年）
- 私に汚い言葉を云って - Talk Dirty to Me （1980年）
- いんらんパフォーマンス／咥える - Aunt Peg（1980年）
- タブー・セックス／恥辱 - Taboo（1980年）
- アブノーマル・テクニシャン - Inside Desiree Cousteau （1979年）
- ダーティー・グループ／変質 - Summer in Heat（1979年）
- スペシャル・マシーン - Pretty Peaches（1978年）

## 受賞
- AVN殿堂顕彰
- XRCO殿堂顕彰（1999年）

## 文献
- Louis Marvin: The New Goddesses (AF Press, USA 1987)：彼女のために章が割かれている。(ISBN 978-0912442990)